# Rupert z Deutz
Rupert z Deutz, także Rupertus Tuitensis, rzadziej: Robert (ur. ok. 1070 w Liège, zm. 4 marca 1129 w Deutz) – benedyktyn, egzegeta, mistyk.

## Życiorys
W dzieciństwie został przekazany do zakonu benedyktyńskiego. Jego formacja odbywała się w klimacie walk o inwestyturę. Rupert pozostawił bogatą spuściznę literacką w postaci komentarzy biblijnych i traktatów teologicznych. Był przekonany, że "wiedza teologiczna może polegać jedynie na poprawnym odczytywaniu Biblii". Stąd jego wrogość do wprowadzania w wyjaśnienia wiary narzędzi teoretycznych i gotowych schematów interpretacyjnych.

## Główne dzieła
- De voluntate Dei
- De omnipotentia Dei
- Commentaria in canticum canticorum
- De divinis officiis